# Black Coffee (téléfilm)
Pour les articles homonymes, voir Black Coffee (homonymie).
Pour plus de détails, voir Fiche technique et Distribution.
Black Coffee est un téléfilm ouest-allemand réalisé par Claus Peter Witt, diffusé le 3 août 1973 sur la ZDF en Allemagne de l'Ouest. Il est adapté de la pièce de théâtre Black Coffee d'Agatha Christie, mettant en scène Hercule Poirot.

## Fiche technique
- Titre original : Black Coffee
- Réalisation : Claus Peter Witt
- Scénario : Peter Goldbaum et Claus Peter Witt, d'après la pièce de théâtre Black Coffee d'Agatha Christie
- Décors : Gerd Staub
- Photographie : Willy Jamm
- Costumes : Hildegard Bürger
- Montage : Rainer Hach
- Société de production : Zweites Deutsches Fernsehen (ZDF)
- Société de distribution : Zweites Deutsches Fernsehen (ZDF)
- Pays d’origine : Allemagne de l'Ouest
- Langue originale : allemand
- Format : couleur - mono
- Genre : Téléfilm policier
- Durée : 70 minutes
- Dates de sortie :
  -  Allemagne de l'Ouest : 3 août 1973

## Distribution
- Horst Bollmann : Hercule Poirot
- Ernst Fritz Fürbringer : Lord Amery
- Jochen Sostmann : Capitaine Hastings
- Herbert Weicker : Dr Carelli
- Gert Haucke : Inspecteur Japp
- Heinz Fabian : Dr Graham
- Friedrich von Thun : Raynor
- Käthe Haack : Caroline
- Ulli Philipp : Lucia
- Jochen Schmidt : Richard
- Anita Lochner : Barbara
- Joachim Schulz : Bobby
- Otto Kurth : le valet
- Olaf Sveistrup